# Laevilitorina alta
Laevilitorina alta är en snäckart som först beskrevs av Powell 1940.  Laevilitorina alta ingår i släktet Laevilitorina och familjen strandsnäckor. Inga underarter finns listade i Catalogue of Life.